# Hệ thống vành đai
Hệ thống vành đai là một vành đai quay quanh một thiên thể, bao gồm vật chất rắn như bụi vũ trụ và tiểu vệ tinh, và là một phần phổ biến của satellite system xung quanh các hành tinh khổng lồ. Một hệ thống vành đai xung quanh một hành tinh còn được gọi là hệ thống vành đai hành tinh.
Hệ thống vành đai hành tinh nổi bật nhất và nổi tiếng nhất trong Hệ Mặt Trời là hệ thống vành đai xung quanh Sao Thổ, nhưng ba hành tinh khổng lồ khác (Sao Mộc, Sao Thiên Vương và Sao Hải Vương) cũng có hệ thống vành đai. Ngoài ra, còn có các vòng bụi xung quanh Mặt Trời ở khoảng cách giữa Sao Thủy, Sao Kim và Trái Đất, có nghĩa là cộng hưởng quỹ đạo với các hành tinh này. Một số bằng chứng gần đây cho thấy rằng các hệ thống vành đai cũng có thể được tìm thấy xung quanh các loại thiên thể khác, bao gồm các hành tinh nhỏ, vệ tinh, sao lùn nâu và các ngôi sao khác.

## Hệ thống vành đai của các hành tinh

### Sao Mộc
Hệ thống vành đai của Sao Mộc là hệ thống vành đai thứ ba được phát hiện, khi nó được quan sát lần đầu tiên bởi tàu thăm dò Voyager 1 vào năm 1979, và được quan sát kỹ lưỡng hơn bởi tàu thăm dò Galileo vào những năm 1990. Bốn phần chính của nó gồm một vành đai hình xuyến dày mờ được gọi là "vành đai hào quang"; một "vành đai chính" mỏng, tương đối sáng; và hai "vòng vải mỏng" mờ nhạt. Hệ thống này bao gồm phần lớn là bụi vũ trụ.

### Sao Thổ

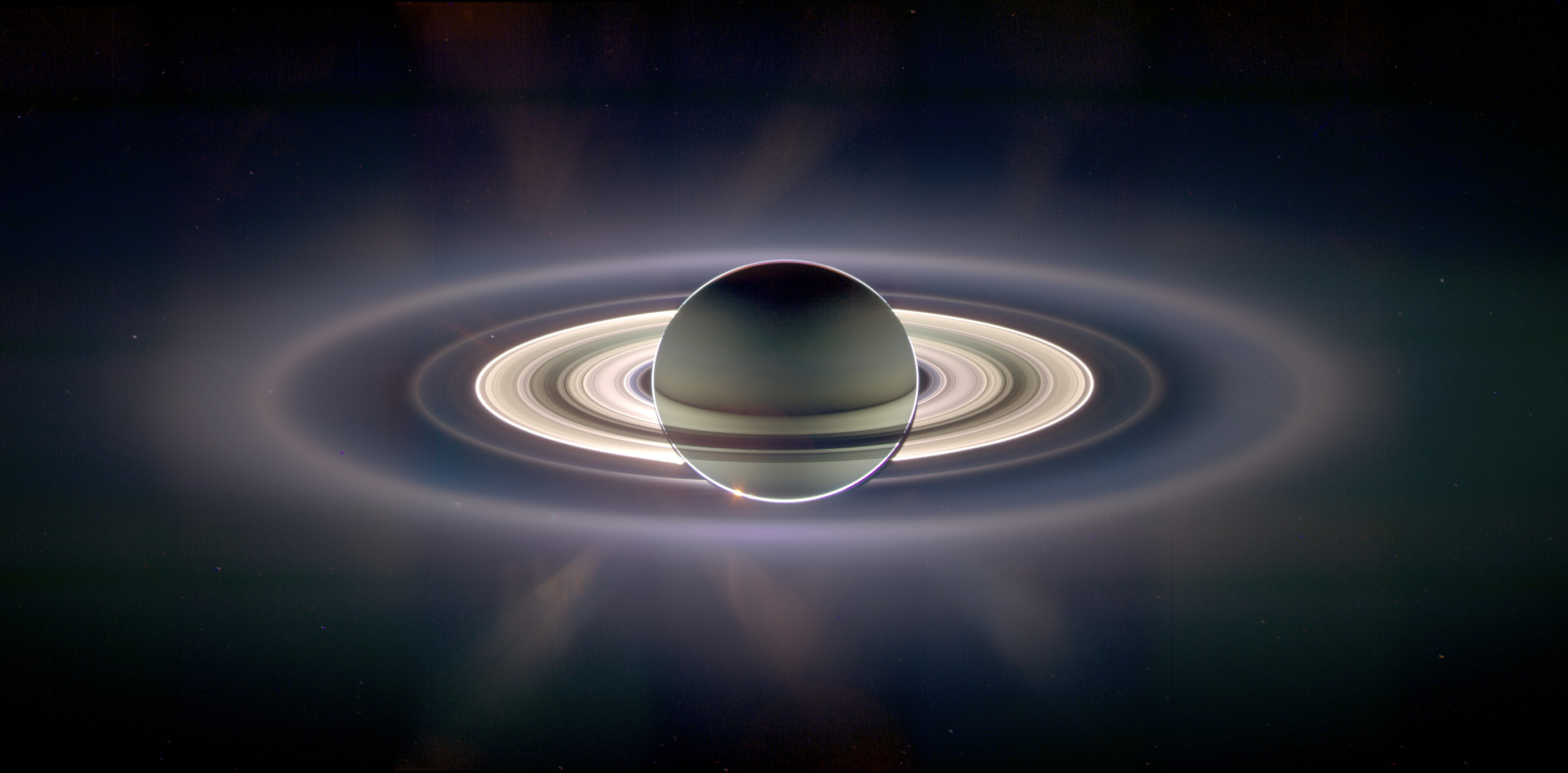
Hình ảnh các vành đai chính, chụp ở điểm thuận lợi khi Sao Thổ che khuất Mặt Trời, được chụp bởi tàu không gian Cassini vào ngày 15 tháng 9 năm 2006 (độ trắng được cường điệu).

Hệ thống vành đai của Sao Thổ là hệ thống vành đai rộng lớn nhất so với của bất kỳ hành tinh nào khác trong Hệ Mặt Trời, do đó, sự tồn tại của nó đã được con người biết đến trong một thời gian khá dài. Galileo Galilei lần đầu tiên quan sát thấy hệ thống vành đai này vào năm 1610, nhưng nó không được mô tả chính xác như một đĩa (disk) quanh Sao Thổ cho đến năm 1655, khi Christiaan Huygens mô tả nó.

### Sao Thiên Vương
Hệ thống vành đai của Sao Thiên Vương được phát hiện vào năm 1977 bởi James L. Elliot, Edward W. Dunham và Jessica Mink. Trong khoảng thời gian từ đó đến năm 2005, các quan sát của Voyager 2 và của Kính viễn vọng không gian Hubble đã giúp xác định được rằng hệ thống vành đai của Sao Thiên Vương có tổng cộng 13 vành đai riêng biệt, hầu hết trong số đó đều mờ đục và chỉ rộng vài kilômét.

### Sao Hải Vương

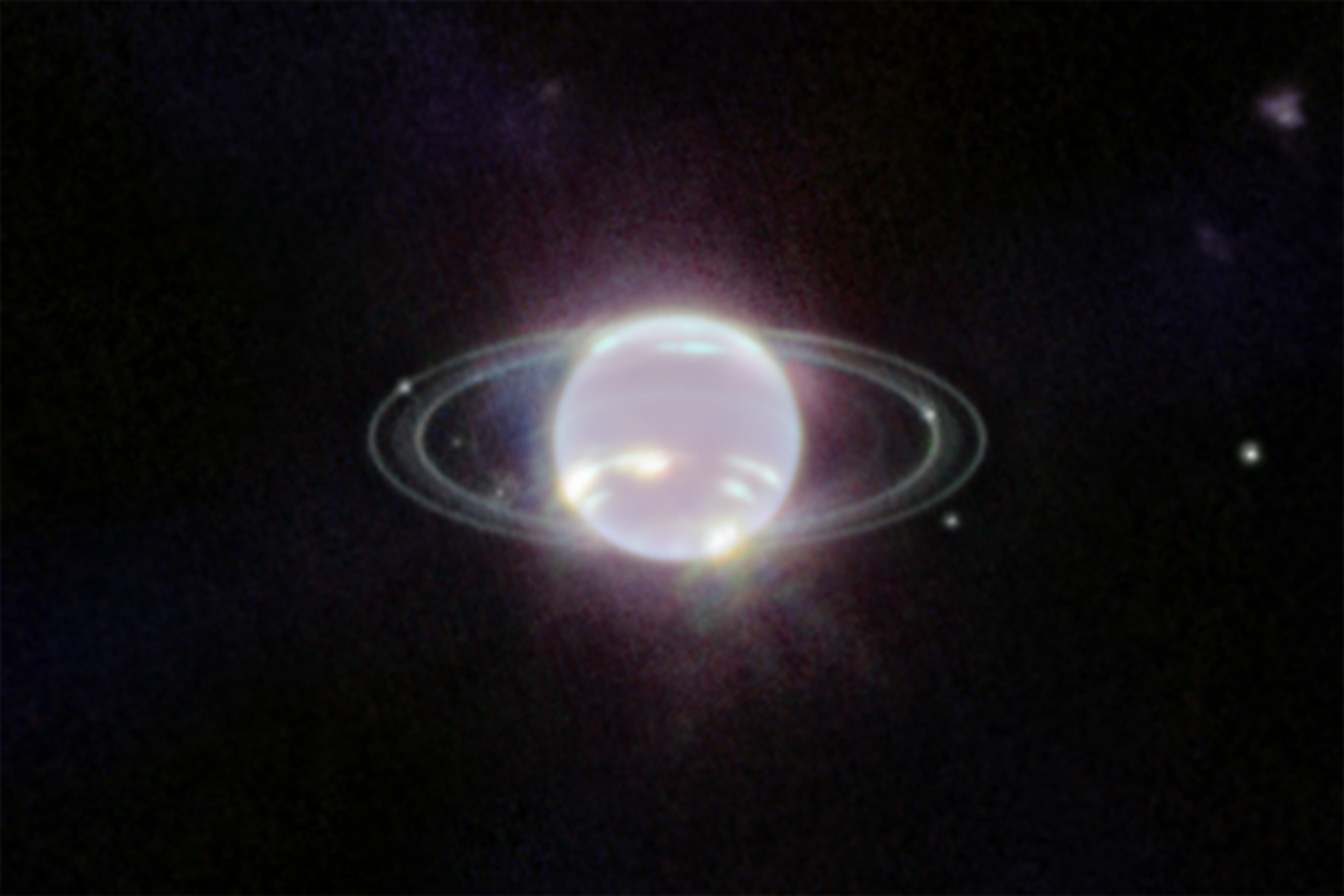
Hình ảnh hệ thống vành đai của Sao Hải Vương, được chụp bởi thiết bị NIRCam của Kính viễn vọng không gian James Webb.

Hệ thống vành đai xung quanh Sao Hải Vương bao gồm năm vành đai chính, khu vực có mật độ cao nhất của vành đai Sao Hải Vương có thể so sánh với các khu vực có mật độ thấp của vành đai Sao Thổ. Tuy nhiên, nó mờ nhạt và nhiều bụi, có cấu trúc giống với cấu trúc của vành đai Sao Mộc hơn. 20 đến 70 phần trăm vành đai Sao Hải Vương là bụi, một tỷ lệ tương đối cao.

## So sánh trực quan

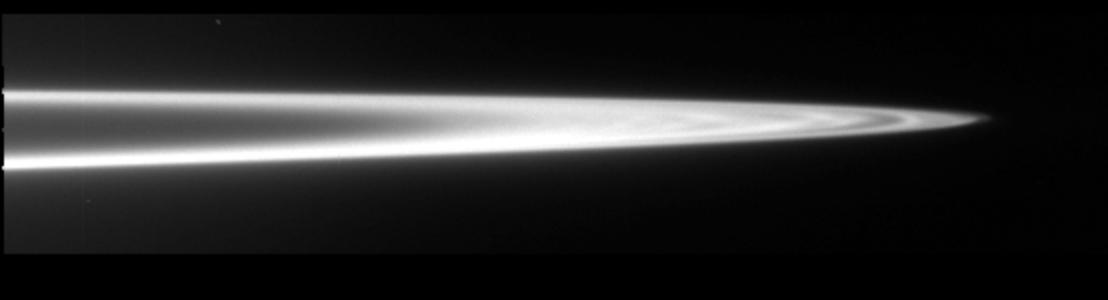
Hình ảnh vành đai chính Sao Mộc từ Galileo

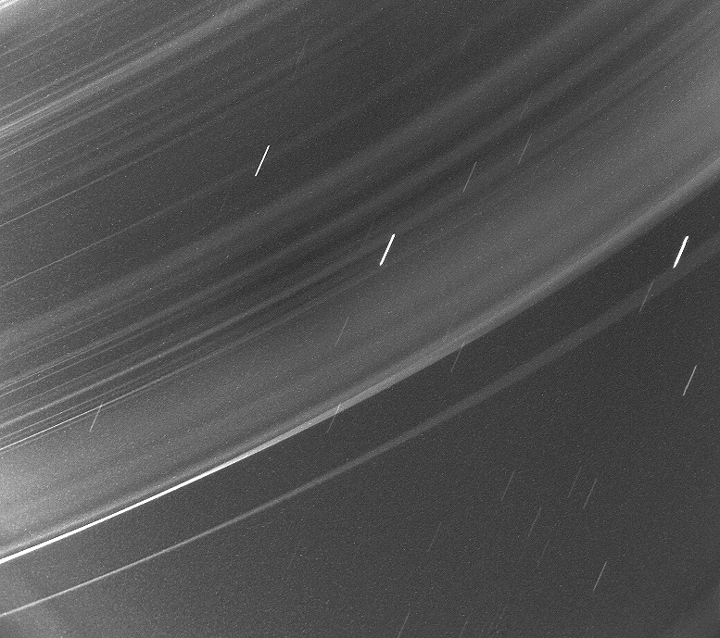
Hình ảnh vành đai Sao Thiên Vương từ Voyager 2

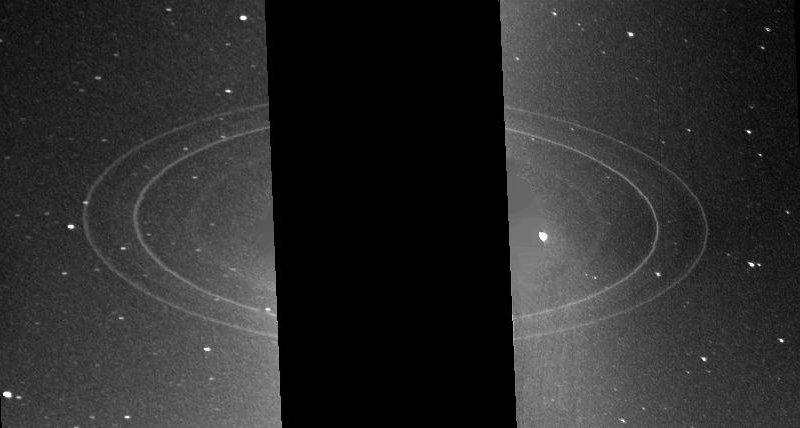
Cặp hình ảnh vành đai Sao Hải Vương từ Voyager 2